# مياما (فوكوكا)
مدينة مياما (بالإنجليزية: Miyama)‏ هي أحد المدن التابعة لمحافظة فوكوكا. تأسست رسميًا في 29/01/2007. ويقدر عدد سكانها بـ 42219 نسمة حسب تقدير مكتب الإحصاء الياباني لعام 2012. تبلغ مساحة مياما 105.12 كم2. بكثافة سكانية تبلغ 402 نسمة/كم2.

## أعلام
- سيتشي ايتو